# Teemu Normio
Teemu Lauri Juhani Normio (* 9. Mai 1980 in Tampere) ist ein finnischer Eishockeyspieler, der zuletzt bis Mai 2011 bei den Frederikshavn White Hawks in der AL-Bank Ligaen unter Vertrag stand.

## Karriere
Teemu Normio begann seine Karriere als Eishockeyspieler bei Tappara Tampere, für das er in der Saison 1999/2000 in der SM-liiga aktiv war. Anschließend spielte der Angreifer ein Jahr lang für Hermes Kokkola aus der Mestis, der zweithöchsten finnischen Spielklasse, bevor er fünf Jahre lang für Lukko Rauma in der SM-liiga unter Vertrag stand. Vor der Saison 2006/07 erhielt Normio einen Vertrag bei finnischen Spitzenclub Kärpät Oulu, mit dem er 2007 und 2008 jeweils Finnischer Meister, sowie 2009 Vize-Meister wurde.
Im September 2010 wurde Normio von Kalevan Pallo für ein Try-Out verpflichtet. Nach zwei Spielen in der SM-liiga wurde ihm allerdings kein Angebot unterbreitet und er erhielt wenige Tage nach Beendigung des Try-Out einen Probevertrag bei Porin Ässät. Anschließend wurde er jedoch nicht verpflichtet und war zunächst vereinslos, ehe der Finne im Dezember 2010 einen Vertrag bis zum Saisonende bei den Frederikshavn White Hawks aus der dänischen AL-Bank Ligaen unterschrieb, mit dem er am Ende der Saison 2010/11 Vizemeister wurde. Seither ist er vereinslos. 

### International
Für Finnland nahm Normio an der Junioren-Weltmeisterschaft 2000 teil, bei der er mit der Mannschaft den siebten Platz erreichte. 

## Erfolge und Auszeichnungen
- 2007 Finnischer Meister mit Kärpät Oulu
- 2008 Finnischer Meister mit Kärpät Oulu
- 2009 Finnischer Vizemeister mit Kärpät Oulu
- 2011 Dänischer Vizemeister mit den Frederikshavn White Hawks